# ألان ديفيس
ألان ديفيس (بالإنجليزية: Allan Davis) مواليد 27 يوليو 1980 في إبسوتش، كوينزلاند، أستراليا، هو دراج أسترالي سابق في صنف سباق الدراجات على الطريق.

## الميداليات
| الميدالية | المسابقة                  |
| --------- | ------------------------- |
| برونزية   | دورة ألعاب الكومنولث 2006 |
| ذهبية     | دورة ألعاب الكومنولث 2010 |

## روابط خارجية
- ألان ديفيس على موقع الاتحاد الدولي للدراجات (الإنجليزية)
- ألان ديفيس على موقع أرشيف الدراجات (الإنجليزية)
- ألان ديفيس على موقع إحصائيات الدراجات الإحترافية (الإنجليزية)
- ألان ديفيس على موقع نسبة الدراجات (الإنجليزية)
- ألان ديفيس على موقع CycleBase (الإنجليزية)
- ألان ديفيس على موقع دورة ألعاب الكومنولث 2006 (مؤرشف) (الإنجليزية)

- "Cycling Australia profile". مؤرشف من الأصل في 15 مارس 2005. اطلع عليه بتاريخ 21 يوليو 2005.
- Palmares at Cycling Base